# East Northamptonshire
East Northamptonshire var mellan 1974 och 2021 ett distrikt i Storbritannien. Det låg i grevskapet Northamptonshire och riksdelen England, i den sydöstra delen av landet, 110 km norr om huvudstaden London. Distriktet hade 86 765 invånare (2011).
Den 1 april 2021 blev det en del av den nya enhetskommunen North Northamptonshire.